# Tom Barry
Tom Barry, född 1 juli 1897, död 2 juli 1980, var en av de mest framstående gerillaledarna i Irländska republikanska armén (IRA) under Irländska frihetskriget.

## Biografi

### Tidigt liv
Tom Barry föddes i Rosscarbery, Cork på Irland och var son till en RIC-officer som hade blivit butiksinnehavare. Han skolades under en kort period på Mungret College, Limerick. År 1915, under första världskriget, tog han värvning i brittiska armén och slogs i Mesopotamien (då en del av Osmanska riket, nutidens Irak). Det var först då han fick höra talas om Påskupproret.

### Irländska frihetskriget
Då Barry återvände till Cork var han involverad i Ex-service organisation. År 1920 gick han med i Irländska republikanska armén (IRA) som senare deltog i Irländska frihetskriget (1919-21). Han var involverad i IRA-brigadens krigsråd, var träningofficer för brigaden, befälhavare av flying column, rådgivare åt IRA-högkvarterets generalstab (GHQ) och deltog i formeringen av IRA:s första södra division. Just hans enhet blev känd för sin disciplin, effektivitet och mod, så Barry fick ett rykte om sig att vara den mest briljanta befälhavaren under kriget.
Den 19 mars 1921 attackerade och vann 104 frivilliga ur West Cork Brigade av Irländska republikanska armén under general Tom Barry befäl över 1 200 brittiska soldater som var medlemmar av Essex och Hampshires regementen och Black and Tans.
Den 28 november 1920 attackerade och dödade Barrys enhet nästan en hel pluton ur den brittiska reservdivisionen vid Kilmichael i Cork. I mars 1921, vid Crossbarry i samma grevskap, bröt sig Barry och 104 man, indelade i sju områden, ur en 1 200 man stark brittisk inringning. Totalt stationerade den brittiska armén över 12 500 soldater i grevskapet Cork under konflikten medan Barry och hans mannar var knappt 300. Till slut blev Barrys krigskonster för mycket för den brittiska regeringen, som var oförmögen att styra västra Cork.

### Död
Barry avled på sjukhus i Cork år 1980 och efterlämnade sin fru, Leslie de Barra (född Price), som han gifte sig med år 1921 och som var chef för organisationen Cumann na mBan och senare ordförande av irländska Röda korset.